# Anne Lena Hansen
Anne Lena Hansen trở thành đại diện thứ hai của Na Uy chiến thắng tại cuộc thi Hoa hậu Quốc tế vào năm 1995 tạiTokyo, Nhật Bản, sau Catherine Alexandra Gude vào năm 1988 .
1 năm trước chiến thắng này, cô đại diện Troms tại cuộc thi hoa hậu Na Uy. Sau đó, Anne được cử đi tham dự Hoa hậu Thế giới 1994 được tổ chức tại Nam Phi nhưng cô không giành được giải thưởng nào.
Cô từng tham gia diễn xuất với người mẫu Ấn Độ Aman Dhalliwal trong 1 video clip ca nhạc của ca sĩ người Ấn Ravinder Ravi. Clip được quay tại Barcelona, Tây Ban Nha.